# 史瓦帝尼里蘭吉尼
史瓦帝尼里蘭吉尼（lilangeni，又名史鍰）是史瓦帝尼的流通貨幣。複數为埃馬蘭吉尼（emalangeni），貨幣編號: SZL。輔幣單位為分，1里蘭吉尼=100分。

## 历史

### 索布扎二世国王时期
- 1974年9月6日，史瓦帝尼金融管理局成立，开始发行E1、E2、E5、E10、E20的史瓦帝尼里兰吉尼纸币。并按面值挂钩南非兰特[2]。
- 1979年7月18日，史瓦帝尼金融管理局更名为史瓦帝尼中央银行。
- 1981年，发行E10、E20面值的“国王索布扎二世钻石婚禧纪念”纸币。
- 1982年，发行背戳为1982年的E5、E10。
- 1983年，发行背戳为1983年的E2。
- 1984年，发行背戳为1984年的E2、E5、E10、E20。
- 1985年，发行背戳为1985年的E10、E20。
- 注：以上纸钞正面全部为索布扎二世国王之肖像。

### 姆斯瓦蒂三世国王时期
- 1986年，姆斯瓦蒂三世登基，发行第一套版式的E10、E20纸钞。
- 1987年，发行新E2、E5。
- 1989年4月19日，发行E20面值的“国王姆斯瓦蒂三世二十一岁纪念”纸币。
- 注：以上纸钞正面全部为姆斯瓦蒂三世国王年轻时之正面肖像。[2]

- 1990年，发行第二套版式纸钞E10、E20、E50。
- 1992年，发行背戳为1992年的E2、E5、E10、E20。
- 1994年，发行背戳为1994年的E2、E5。
- 1995年，发行背戳为1995年的E5、E10、E20、E50。
- 1996年，发行背戳为1996年的E100。
- 1997年，发行背戳为1997年的E10、E20。
- 1998年9月6日，发行背戳为1998年的E10、E20、E50；并发行E200面值的“国家独立30周年纪念”纸币。
- 2001年，发行背戳为2001年的E10、E20、E50、E100。
- 2004年4月1日，发行背戳为2004年的E10、E20；并发行E100面值的“国家银行成立30周年纪念”纸币。
- 2006年，发行背戳为2006年的E10、E20。
- 注：以上纸钞正面全部为姆斯瓦蒂三世国王青年时之侧面肖像。[2]

- 2008年4月19日，发行第三套版式纸钞之E100、E200面值的“国王40岁生日以及国家独立40周年纪念”纸币。
- 2010年9月6日，发行背戳为2010年的E10、E20、E50、E100、E200。
- 注：以上纸钞正面全部为姆斯瓦蒂三世国王中年时之正面肖像。[3]

## 纸币
下列表格为2010年9月6日开始发行的流通货币：
| 史瓦帝尼纸币(2010年9月6日发行) | 史瓦帝尼纸币(2010年9月6日发行) | 史瓦帝尼纸币(2010年9月6日发行)    | 史瓦帝尼纸币(2010年9月6日发行)   | 史瓦帝尼纸币(2010年9月6日发行) |
| 图样                           | 面值                           | 正面                              | 背面                             |                                |
| ------------------------------ | ------------------------------ | --------------------------------- | -------------------------------- | ------------------------------ |
|                                | 10 里蘭吉尼                    | 国王姆斯瓦蒂三世 中年时之正面肖像 | 公主参加恩克瓦拉的皇家仪式       |                                |
|                                | 20 里蘭吉尼                    | 国王姆斯瓦蒂三世 中年时之正面肖像 | 花，牛，玉米，菠萝，工厂         |                                |
|                                | 50 里蘭吉尼                    | 国王姆斯瓦蒂三世 中年时之正面肖像 | 史瓦帝尼中央银行大厦             |                                |
|                                | 100 里蘭吉尼                   | 国王姆斯瓦蒂三世 中年时之正面肖像 | 象，狮，犀牛，鸟，花             |                                |
|                                | 200 里蘭吉尼                   | 国王姆斯瓦蒂三世 中年时之正面肖像 | 传统的斯威士兰草棚，以及一名战士 |                                |

## 外部連結
- 唐的世界硬币画廊：Swaziland
- 罗恩·怀斯的世界纸币：Swaziland 镜像网站
- 现代金融系统表格－库尔特·舒勒制作：Swaziland 镜像网站
- 环球货币历史：Swaziland
- 《环球金融资料》货币历史表格（ 微软试算表格式）